# 7101 Haritina
7101 Haritina è un asteroide della fascia principale. Scoperto nel 1930, presenta un'orbita caratterizzata da un semiasse maggiore pari a 2,2990224 UA e da un'eccentricità di 0,2042106, inclinata di 4,72867° rispetto all'eclittica.
L'asteroide era stato inizialmente battezzato 7101 Aldering per poi essere corretto nella denominazione attuale. L'eponimo venne poi attribuito all'asteroide 26533 Aldering.
Inoltre l'eponimo Haritina era stato inizialmente assegnato a 14468 Ottostern che ricevette poi l'attuale denominazione.
L'asteroide è dedicato alla divulgatrice scientifica neozelandese Ioana Haritina Mogosanu.